# Combronde
Combronde är en kommun i departementet Puy-de-Dôme i regionen Auvergne-Rhône-Alpes i centrala Frankrike. Kommunen ligger i kantonen Combronde som tillhör arrondissementet Riom. År 2022 hade Combronde 2 142 invånare.

## Befolkningsutveckling
Antalet invånare i kommunen Combronde
| Referens: INSEE |